# Miedwie
Miedwie is een meer in het Pommers Merenplateau in Polen. het meer is 16,2 km lang en 3,2 km breed, Miedwie is op zijn diepst 43,8 m diep.